# Metopius hilaroides
Metopius hilaroides är en stekelart som beskrevs av Pierre L. G. Benoit 1965. Metopius hilaroides ingår i släktet Metopius och familjen brokparasitsteklar. Inga underarter finns listade i Catalogue of Life.